# Dischidia tonsa
Dischidia tonsa är en oleanderväxtart som beskrevs av Rudolf Schlechter. Dischidia tonsa ingår i släktet Dischidia och familjen oleanderväxter. Inga underarter finns listade i Catalogue of Life.